# Aloe chimanimaniensis
Aloe chimanimaniensis é uma espécie de liliopsida do gênero Aloe, pertencente à família Asphodelaceae.